# Мехоміт (Іллінойс)
Мехоміт (англ. Mahomet, МФА: [məˈhɒmit]) — селище (англ. village) в США, в окрузі Шампейн штату Іллінойс. Населення — 9434 особи (2020). Мехоміт знаходиться в десяти милях на північний захід від міста Шампейн. Автомагістралі Interstate 74 і Illinois Route 47 перетинаються в містечку. Мехоміт має два поштові індекси: 61840 і 61875.

## Географія
Мехоміт розташований за координатами 40°11′8″ пн. ш. 88°23′24″ зх. д. / 40.18556° пн. ш. 88.39000° зх. д. (40.185549, -88.389876).  За даними Бюро перепису населення США в 2010 році селище мало площу 23,52 км², з яких 23,35 км² — суходіл та 0,17 км² — водойми.

## Демографія
Згідно з переписом 2010 року, у селищі мешкало 7258 осіб у 2595 домогосподарствах у складі 2030 родин. Густота населення становила 309 осіб/км².  Було 2745 помешкань (117/км²).
Расовий склад населення:
| - 95,9 % — білих - 1,8 % — азіатів - 0,6 % — чорних або афроамериканців - 0,2 % — корінних американців |

До двох чи більше рас належало 1,1 %. Частка іспаномовних становила 2,0 % від усіх жителів.
За віковим діапазоном населення розподілялося таким чином: 31,4 % — особи молодші 18 років, 59,5 % — особи у віці 18—64 років, 9,1 % — особи у віці 65 років та старші. Медіана віку мешканця становила 36,3 року. На 100 осіб жіночої статі у селищі припадало 98,1 чоловіків;  на 100 жінок у віці від 18 років та старших — 95,2 чоловіків також старших 18 років.
Середній дохід на одне домашнє господарство  становив 96 101 долар США (медіана — 90 304), а середній дохід на одну сім'ю — 108 840 доларів (медіана — 97 091). Медіана доходів становила 56 414 долари для чоловіків та 50 789 доларів для жінок. За межею бідності перебувало 6,5 % осіб, у тому числі 10,0 % дітей у віці до 18 років та 13,8 % осіб у віці 65 років та старших.
Цивільне працевлаштоване населення становило 3952 особи. Основні галузі зайнятості: освіта, охорона здоров'я та соціальна допомога — 35,3 %, роздрібна торгівля — 17,3 %, виробництво — 8,9 %, науковці, спеціалісти, менеджери — 8,1 %.

## Історія
Перед приходом перших поселенців з Європи, територію поблизу річки Сангамон, яка стала Мехомітом населяли індіанці Кікапу і Потаватомі.